# Дудухана Церодзе
Дудухана Платонівна Церодзе (груз. დუდუხანა წეროძე; *8 листопада 1918 — †8 травня 2000) — грузинська кіноакторка. Народна артистка Грузинської РСР (1965).
Народилася 8 листопада 1918. Навчалась в Тбіліській державній консерваторії. У 1938 році закінчила кіношколу при «Сахкінмрецві». З 1949 року — акторка театру Марджанішвілі.

## Фільмографія
- 1934 — «Останній маскарад»
- 1937 — «Втрачений рай»
- 1941 — «В чорних горах»
- 1941 — «Вогні Кахетії»
- 1943 — «Він ще повернеться»
- 1944 — «Щит Джургая»
- 1945 — «Норовливі сусіди»
- 1955 — «Лурджа Магдани»
- 1957 — «Наш двір»
- 1958 — «Мамелюк»
- 1959 — «Де твоє щастя»
- 1959 — «Випадок на греблі»
- 1961 — «Наречений без диплома»
- 1963 — «Ляльки сміються»
- 1963 — «Озеро Паліастомі»
- 1965 — «Я бачу сонце»
- 1966 — «Гра без нічиєї»
- 1967 — «Місто прокидається рано»
- 1968 — «Таріел Голуа»
- 1968 — «Слід Сокола»
- 1969 — «Смерть філателіста» — сусідка
- 1970 — «Сади Семіраміди»
- 1971 — «Тепло твоїх рук»
- 1972 — «Четвертий наречений»
- 1973 — «Шукачі затонулого міста»
- 1975 — «Перша ластівка»
- 1976 — «Справжній тбілісець й інші»
- 1981 — «Розкрийте вікна»
- 1982 — «Кукарача»
- 1984 — «Легенда про Сурамську фортецю»

## Визнання і нагороди
- Народна артистка Грузинської РСР (1965).